# Peraja
Peraje su mesnati, pokretni organ za kretanje i stabilizirajući organ svitkovaca i nekih mekušaca koji žive u vodi. U svakodnevnom govoru pod tim nazivom najčešće se podrazumijeva riblji organ koji se ovdje opisuje.

## Građa
Peraje se sastoje od kostura, perajnih zraka odnosno šipčica, međusobno povezanih tankim kožnim opnama, perajnom kožom. Kod koštunjača su ove šipčice peraja okoštale, dok su perajne zrake hrskavičnjača rožnate. Ove zrake su povezane s mišićnim tkivom dijelovima kostura koji se nazivaju nosačima peraja. Pored toga, neke vrste riba imaju i peraje bez koštanog ili hrskavičastog kostura, takozvane "masne" peraje.
Šipčice peraja se kod riba koštunjača dijele na tvrde (zovu ih i bodljama) i meke (sastavljene od dijelova). Tvrde šipčice su sastavljene od jednog nedjeljivog, najčešće glatkog, komadića kosti, dok su meke zrake sastavljene od međusobno povezane dvije šipčice. 
Ako je peraja sastavljena od obje vrste šipčica, tvrda se uvijek nalazi u nizu ispred mekih. Nazivi tvrde i meke šipčice, odnosno zrake, malo su zbunjujuće. Tvrde mogu biti savitljive ali uvijek se sastoje od samo jedne košćice, dok meke mogu biti okoštale i tvrde, nesavitljive, ali su izvorno sastavljene od dva dijela.

## Podjela i raspored
Većina riba ima sedam peraja. One su na tijelu ribe raspoređene parno i neparno (pojedinačno). Parne peraje odgovaraju udovima kralježnjaka koji žive na kopnu, ali nisu, kao kod kopnenih, povezane s kralježnicom.
Parne peraje:
- trbušne peraje (Ventral)
- prsne peraje (Pectoral)

Neparne peraje:
- leđna peraja (Dorsal)
- repna peraja (Caudal)
- podrepna peraja (Anal).

Neke vrste (somovi, pirane, lososi, porodica skombrida - Scombridae) imaju između leđne i repne peraje kožni nabor ispunjen masnim tkivom, tzv. masnu peraju.
Ovaj osnovni raspored peraja je prilagodbom na određeni životni prostor i način života kod mnogih riba dijelom bitno modificiran. Tako peraje mogu biti podijeljene, međusobno sraštene ili imati bitno promijenjeni oblik ili čak se i potpuno izgubiti. Moguće su i funkcionalne promjene određene peraje, tako da se više ne mogu koristiti kao sredstvo za kretanje.